# NGC 2488
NGC 2488 este o galaxie lenticulară situată în constelația Linxul. A fost descoperită în 18 martie 1790 de către William Herschel. Se află la o distanță de 120,27 de megaparseci de Pământ.